# Paul Marijnis
Paul Theo Marijnis (Schiedam, 8 september 1946 – Leiden, 10 april 2008) was schrijver, dichter en journalist.

## Levensloop
Paul Marijnis woonde de eerste 20 jaar van zijn leven in Schiedam. Vervolgens studeerde hij Nederlands aan de Universiteit Leiden, maakte daarna lange reizen naar India en Nepal en bracht korte tijd door als leraar in het voortgezet onderwijs aan de Rembrandt Scholengemeenschap. Toen hij in 1975 zijn ontslag kreeg, leidde dit tot een scholierenbetoging bij het stadhuis van Leiden. Vervolgens was hij enige jaren in dienst als redacteur bij het Cultureel Supplement van NRC Handelsblad.
In de literaire wereld debuteerde Marijnis pas in 1993, toen hij 47 was. Hij is de auteur van romans en twee dichtbundels. Hij ontving in 2003 de J.C. Bloem-poëzieprijs voor zijn dichtbundel Roze zoenen. Zijn roman Waandag werd postuum uitgegeven in 2009.
Paul Marijnis overleed op 10 april 2008 op 62-jarige leeftijd aan een beroerte. Hij werd begraven op zaterdag 19 april 2008 op de Begraafplaats Rhijnhof te Leiden.

## Werken
De werken van Paul Marijnis zijn uitgegeven bij De Arbeiderspers te Amsterdam.
- 1993 – De zeemeermin. Roman.
- 1998 – Gilette. Gedichten.
- 2002 – Roze zoenen. Gedichten. Bekroond met de J.C. Bloem-poëzieprijs 2003.
- 2003 – Het licht in de kattenbak. Proza.
- 2006 – De loden schoentjes. Roman.
- 2009 – Waandag. Roman.

- Digitale Bibliotheek voor de Nederlandse Letteren: mari008
- Gemeinsame Normdatei: 138152926
- International Standard Name Identifier: 0000 0000 4660 6340
- Library of Congress Control Number: no97052128
- Nederlandse Thesaurus van Auteursnamen: 111000548
- Virtual International Authority File: 46369247
- WorldCat: E39PBJhRKffdx8wrtJrPCDKTpP